# Eodiadema
Genre
Eodiadema est un genre éteint d'oursins de la famille des Diadematidae. Ces espèces ont vécu durant le Jurassique.

## Description
Ce sont des oursins dits « réguliers » : ils sont caractérisés par un test (coquille) de forme ronde, et presque uniformément couvert de radioles (piquants) réparties sur tout le corps, mais plus longues sur la partie supérieure.

La bouche (appelée « péristome ») se situe au centre de la face inférieure (dite face « orale »), et l'anus (appelé « périprocte ») à l'opposé, soit au sommet du test (à l'« apex » de la face aborale).

Ce genre est caractérisé par plusieurs traits squelettiques, dont un petit test en forme de dôme.

Le disque apical est hémicyclique.

Les ambulacres sont droits et trigéminés. Les tubercules primaires empiètent sur deux éléments de chaque triade. Chacun des trois est de forme identique et atteint le perradius.
 
Les interambulacres portent un unique tubercule primaire, perforé et crénulé. La zone interradiale est large et granulée vers l'apex. Les tubercules primaires sont beaucoup plus petits sur la surface adapicale.
 
Chaque plaque ambitale porte un tubercule primaire ; tous les tubercules sont perforés et crénulés. Des tubercules secondaires plus petits entourent les primaires, de chaque côté.
 
Le péristome est assez large, légèrement enfoncé, avec des encoches buccales assez ouvertes, en forme de « U ».

Les radioles et la lanterne d'Aristote sont inconnus.
Ce genre semble avoir vécu au début du Jurassique (Pliensbachien), en Europe occidentale.

## Liste des espèces
Selon World Register of Marine Species (21 avril 2014) :
- Eodiadema lacostei Lambert, 1933b †
- Eodiadema thorali Petitot, 1961 †

## Publication originale
- (en) P. Martin Duncan, « A Revision of the Genera and great Groups of the Echinoidea », Journal of the Linnean Society of London, Zoology, Londres, Inconnu, vol. 23, nos 141-144,‎ décembre 1889, p. 1-311 (ISSN 0368-2935 et 2378-5314, OCLC 1680906, DOI 10.1111/J.1096-3642.1889.TB01431.X, lire en ligne).